# Les Roses blanches
Les Roses blanches est une chanson de 1926, dont les paroles sont de Charles-Louis Pothier et la musique de Léon Raiter (éditions Raiter).
C'est un classique interprété par plusieurs artistes : Mary Ketty, Berthe Delny, Antonin Priolet, Sandrey, Emma Liebel ; puis celle qui en fera son grand succès : Berthe Sylva. Elle est chantée également par Lucienne Delyle, Tino Rossi (en 1956), le groupe Les Sunlights (en 1967), Jack Lantier, Mireille Mathieu, Michèle Torr, Régine, Céline Dion, Sanseverino et Joyce Jonathan.
En raison de son caractère exagérément dramatique, elle est l’archétype de la chanson réaliste.

## La chanson
Chanson réaliste dans la lignée des Bénech et Dumont (selon Jean-Claude Klein), elle raconte l'histoire d'un pauvre « gosse de Paris » n'ayant pour toute famille que sa mère, à laquelle il offre chaque dimanche des roses blanches, ses fleurs préférées. Mais celle-ci tombe malade et doit être hospitalisée. Un matin d'avril, n'ayant plus un sou, il tente de voler des fleurs et se fait surprendre par la fleuriste. Il lui explique que, comme c'est aujourd'hui dimanche, il aurait voulu en offrir à sa jolie maman. La fleuriste, émue, va finalement les lui donner. Lorsqu'il arrive à l'hôpital avec ses roses blanches, une infirmière lui dit qu'il n'a plus de maman. Il va les lui offrir une dernière fois, pour qu'elle les emporte au paradis puisqu'elle les aimait tant.

## Version des Sunlights
| Classement (1967-1968)                  | Meilleure position |
| --------------------------------------- | ------------------ |
| Belgique (Flandre Ultratop 50 Singles)  | 5                  |
| Belgique (Wallonie Ultratop 50 Singles) | 1                  |

## Dans la culture
- Pierre Palmade la chantera en scène, en ouverture du spectacle On s'connaît ?, en expliquant qu'il le fait bien malgré lui, à la demande de sa mère, en soulignant la tristesse de la chanson et en l'assortissant de commentaires faisant ressortir le comique involontaire que l'accumulation de détails tragiques finit par faire naître.
- 2002 : Un couple épatant de Lucas Belvaux - chantée a cappella par un groupe d'amis lors d'un anniversaire surprise (source : générique)